# Звуковий бар'єр

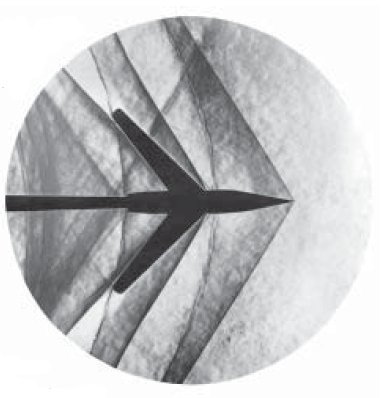
Світлина ударних хвиль при обтіканні моделі надзвуковим потоком в аеродинамічній трубі (аеродинамічна лабораторія NASA).

Поширення ударної хвилі, викликаної надзвуковим літаком. Жовта лінія — слід ударної хвилі на землі. Зовні конуса ударної хвилі (а на землі — перед жовтою лінією) літак не чутний.

Звуковий бар'єр в аеродинаміці — усталений вираз для позначення назви ряду явищ, які супроводжують рух літального апарата (наприклад, надзвукового літака, ракети абощо) на швидкостях, близьких до швидкостей звуку або що перевищують її. Подолання звукового бар'єра рівносильно перевищенню швидкості за швидкість звуку.
При обтіканні надзвуковим газовим потоком твердого тіла на його передньому краї утворюється ударна хвиля (іноді не одна, залежно від форми тіла). На світлині видно ударні хвилі, утворені на вістрі фюзеляжу моделі, на передній і задній краях крила і на задньому закінченні моделі.
14 жовтня 1947 року американський льотчик Чак Єгер першим у світі подолав звуковий бар'єр на експериментальному літаку Bell X-1. Цей прорив відкрив нову еру в авіації та сприяв розвитку надзвукових літальних апаратів.
Цікаво, що подолання звукового бар'єра не обмежується лише авіацією. 15 жовтня 1997 року британський автогонщик Енді Грін встановив світовий рекорд швидкості на землі, подолавши звуковий бар'єр на реактивному автомобілі Thrust SSC.
На фронті ударної хвилі (званої іноді також стрибком ущільнення), що має дуже малу товщину (частки мм), майже стрибкоподібно відбуваються кардинальні зміни властивостей потоку — його швидкість відносно тіла знижується і стає дозвуковою, тиск в потоці й температура газу стрибком зростають. Частина кінетичної енергії потоку перетворюється в внутрішню енергію газу. Всі ці зміни є тим більшими, чим вище швидкість надзвукового потоку. При гіперзвукових швидкостях (число Маха = 5 і вище) температура газу досягає декількох тисяч градусів, що створює серйозні проблеми для апаратів, що рухаються з такими швидкостями (наприклад, шаттл «Колумбія» зруйнувався 1 лютого 2003 через пошкодження термозахисної оболонки, що виникло в ході польоту).